# Rancho Nuevo, Morelos
Rancho Nuevo är en ort i Mexiko.   Den ligger i kommunen Amacuzac och delstaten Morelos, i den sydöstra delen av landet, 100 km söder om huvudstaden Mexico City. Rancho Nuevo ligger 987 meter över havet och antalet invånare är 658.
Terrängen runt Rancho Nuevo är kuperad söderut, men norrut är den platt. Runt Rancho Nuevo är det ganska tätbefolkat, med 104 invånare per kvadratkilometer. Närmaste större samhälle är Puente de Ixtla, 8,8 km nordost om Rancho Nuevo. Omgivningarna runt Rancho Nuevo är en mosaik av jordbruksmark och naturlig växtlighet.